# Viadukt (Luxemburg)

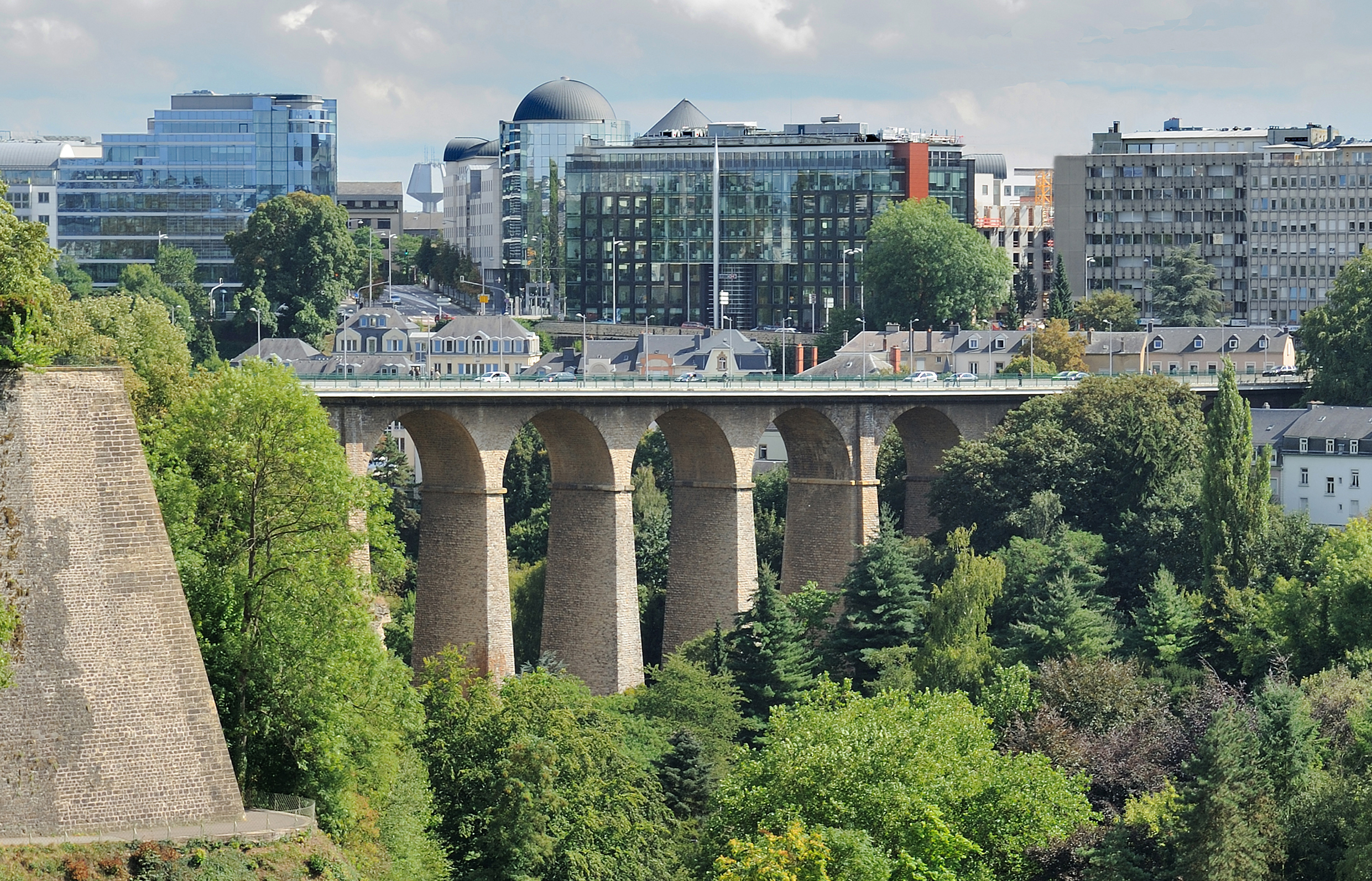
Viadukt (Pont Viaduc)

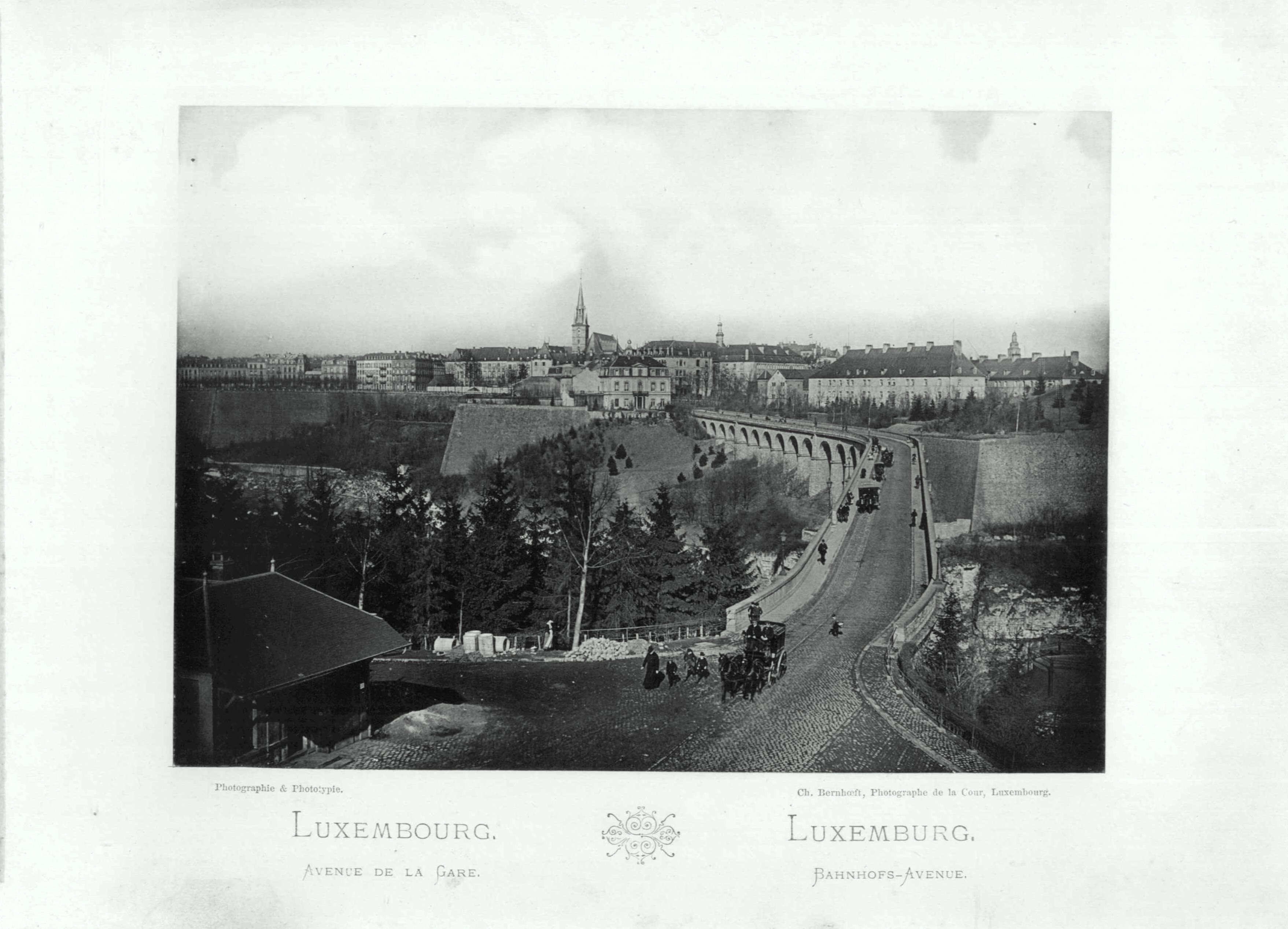
Die Passerelle von der Avenue de la Gare aus gesehen, um 1893 (Charles Bernhoeft).

Der Viadukt (offiziell: Pont Viaduc, luxemburgisch: d'al Bréck) in der Stadt Luxemburg führt über das Petrusstal und verbindet das Bahnhofsviertel mit der Oberstadt.
Er wird auch Passerelle oder Alte Brücke genannt und wurde von 1859 bis 1861 erbaut. Die Brücke überquert das Tal der Petruss in einer Höhe von 45 m und besteht aus 24 Bögen mit Spannweiten von 8 und 15 m. Die Brückenpfeiler sind bis zu 30 m hoch und die Gesamtlänge der Brücke beträgt rund 290 m. Der leichte Kurvenknick in der Mitte ist auf frühere taktische Überlegungen der damaligen Festungsbauer zurückzuführen, wobei im Belagerungsfall die gesamte Brücke mit Artillerie beschossen werden sollte. Ihren Namen als "alte Brücke" erhielt sie Anfang des 20. Jahrhunderts, als eine neue Brücke, nämlich die Adolphe-Brücke gebaut wurde.